# Иммерат
Иммерат (нем. Immerath) — община в Германии, в земле Рейнланд-Пфальц.
Входит в состав района Вульканайфель. Подчиняется управлению Даун.  Население составляет 251 человек (на 31 декабря 2010 года). Занимает площадь 5,95 км².